# Церква на честь Вознесіння Господнього (Бобринець)
Церква на честь Вознесіння Господнього — православний собор в місті Бобринці на Кіровоградщині, пам'ятка архітектури кінця XIX — початку XX століття.

## Розташування
Вознесенський собор розташований у центрі Бобринця за адресою: вул. Вознесенська, 36.

## Історія

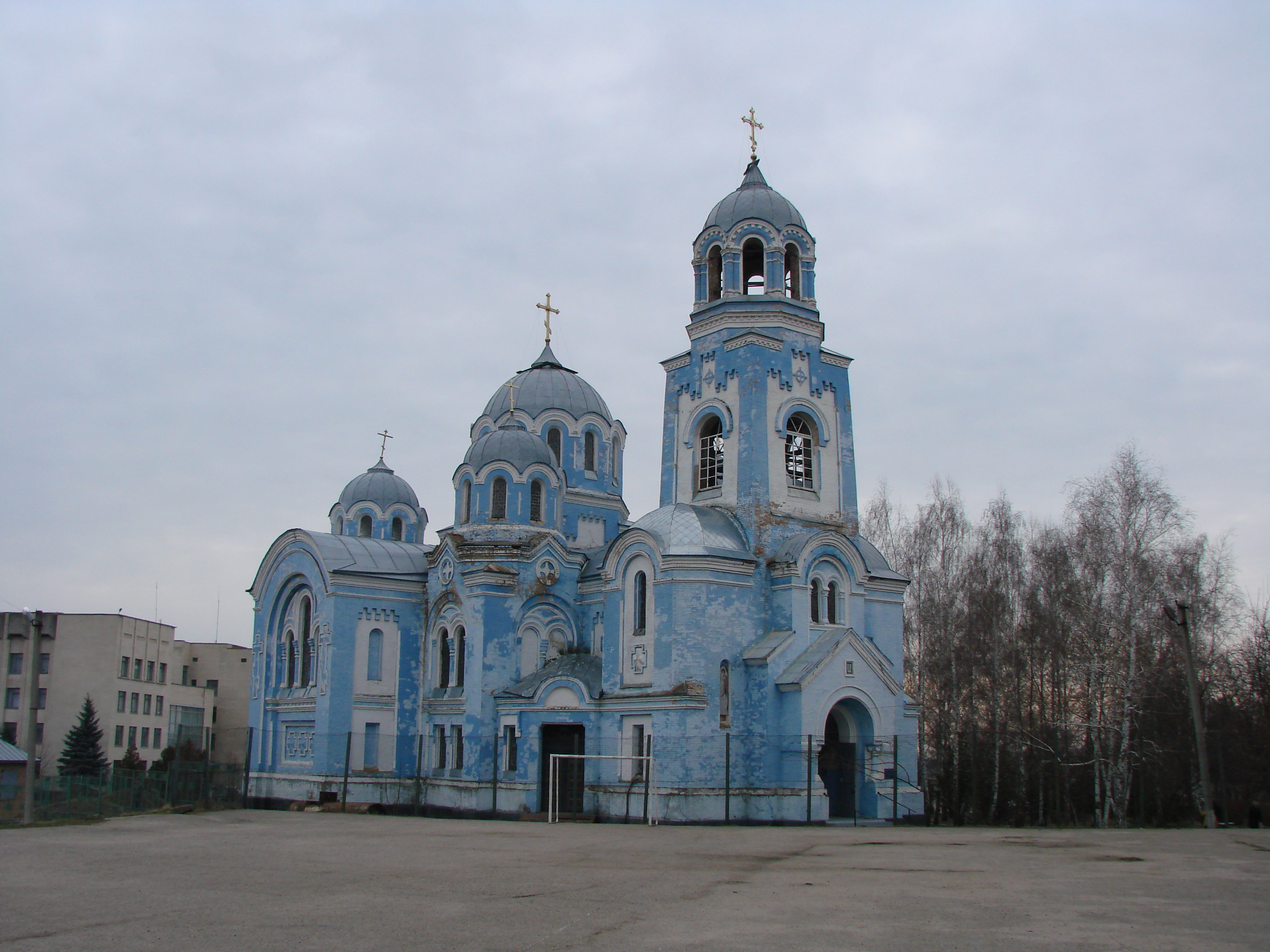
Сучасний вигляд собору

Собор був закладений 1898 року в центральній частині базарної площі Бобринця. Обране місце було обгороджене цегляним парканом у вигляді мережива. На місці спорудження спочатку посіяли жито, і його сходи стали символом того, що це місце придатне для будівництва церкви. На вході до подвір'я майбутнього собору було збудовано невелику однокупольну капличку з іконостасом, лампадами та іконами.
Безпосереднє будівництво собору почалося 1905 року. Постачальниками цегли для будівництва були найкращі виробники Бобринця. Вапняний розчин для кладки готувався у великій ямі неподалік. Вапно тут вистоювалося майже п'ять років, а для в'язкості туди кидали трупи тварин.
Вознесенський собор будувався на кошти місцевих мешканців, однак більшу частину пожертв зробили меценати. Найбільшим із них став дійсний статський радник Артем Ворников, про що сповіщала пам'ятна дошка на вході до собору.
Автором проекту був відомий єлисаветградський зодчий Яків Паученко. Незважаючи на тяжку хворобу, він постійно був присутній на будівництві. Собор у Бобринці став останньою роботою архітектора.
Будівництво храму тривало 14 років. У 1912 році собор було освячено на честь Вознесіння Господнього, оскільки перша служба тут відбулась саме на це свято. Службу правили три священики та два послушники. Цього ж дня було обвінчано п'ять весільних пар.
Розписали собор художники трьох єлисаветградських майстерень — іконостасної, художньо-іконописної та позолотної (останньою володів сам Яків Паученко).
Собор був розписаний лише частково в зв'язку з революцією. Тоді з куполів храму було знято позолоту, дзвони переплавлено, а саме приміщення перетворилось на склад. У 1933 році в приміщенні храму зберігалось зерно, пізніше — інші товари торгівлі. Згодом будівлю передали для створення районного історичного музею.
Тепер храм відновлено і повернуто парофіянам.

## Опис
Собор споруджено в неовізантійському стилі (на зразок Володимирського собору у Києві).
П'ятибанний храм відрізняється підкресленою висотністю. У плані він являє собою хрестоподібну споруду, центральний купол якої посаджений на дванадцятигранний барабан. Інші чотири куполи лежать на восьмигранних барабанах. Із західного боку над центральним входом до храму вивищується дзвіниця. У своєму об'ємі церква складається з трьох основних частин: бабинця, нави та вівтаря.
Інтер'єр церкви є своєрідним. Внутрішній простір арок, які перетинаються, розкривається за допомогою відкритих аркових ребер. З циліндричних склепінь собору виходить центральний четверик із вітрилами, що є основою для світлового барабана.

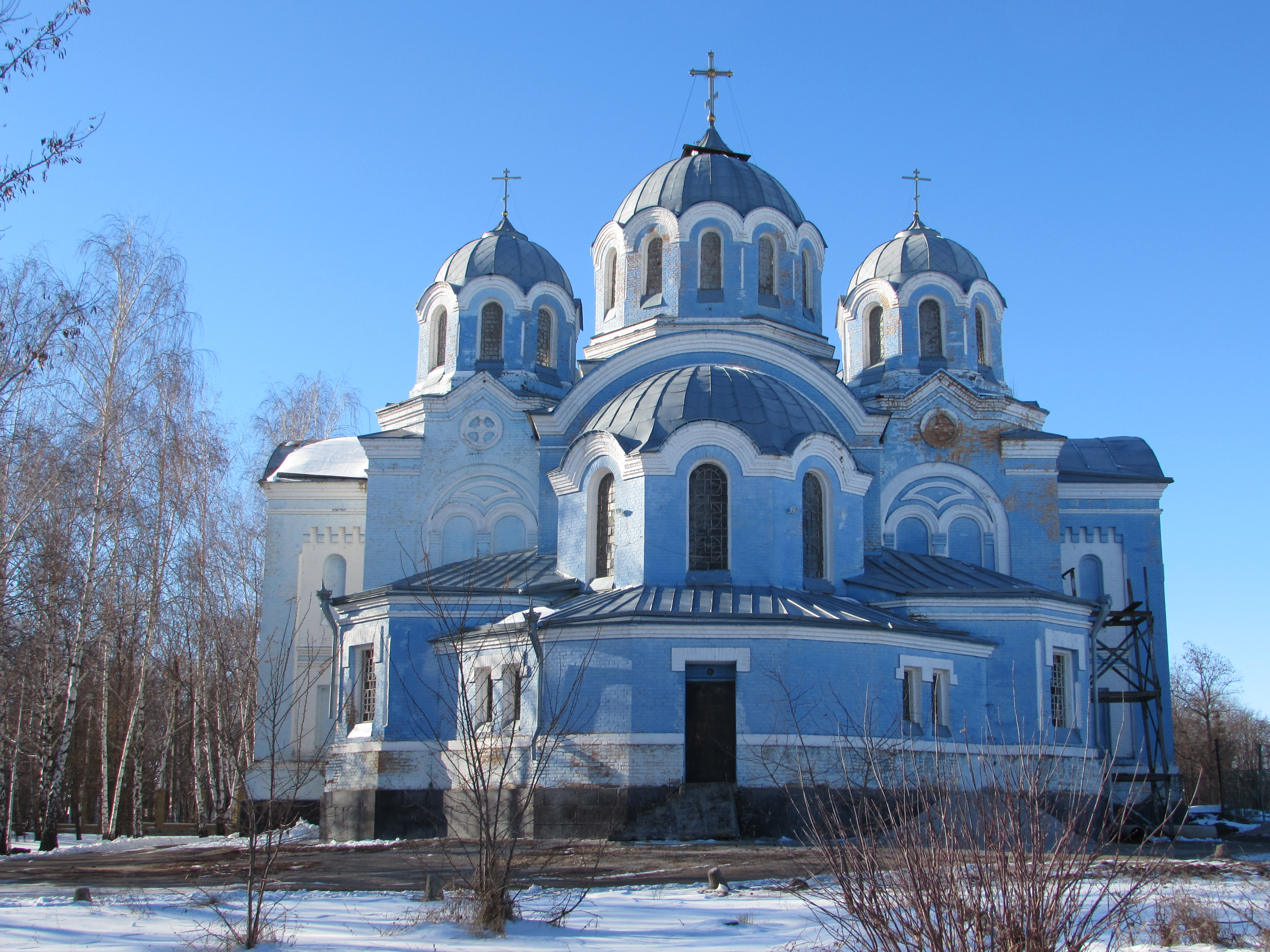
Вознесенський храм у зимовому Бобринці

## Охорона
Вознесенський собор належить до переліку пам'яток культурної спадщини, що не підлягають приватизації за охоронним номером 86-Кв.